# Hassan Rouhani
Hassan Rouhani (persa: حسن روحانی), nascut Hassan Fereydoun (Sorkheh, 12 de novembre de 1948), és un polític iranià, setè President de l'Iran des 2013 a 2021. També és advocat, acadèmic, exdiplomàtic i clergue islàmic. Ha estat membre de l'Assemblea d'Experts de l'Iran des de 1999, del Consell de Discerniment des de 1991, i del Consell Suprem de Seguretat Nacional des de 1989.
Rouhani va ser vicepresident de la quarta i cinquena legislatura de l'Assemblea Consultiva Islàmica, i secretari del Consell Suprem de Seguretat Nacional de 1989 a 2005. En aquest últim càrrec, va ser el màxim negociador del país amb el G3 europeu, el Regne Unit, França i Alemanya, per la tecnologia nuclear de l'Iran. També ha servit com a clergue xiïta ijtihad, i com a negociador de comerç econòmic.:138 El 2013 va designar a l'exministre d'Indústries Eshaq Jahangiri com el seu primer vicepresident.
El 7 de maig de 2013 Rouhani es va inscriure a les eleccions presidencials que es va celebrar el 14 de juny de 2013. Va prometre que prepararia un "carta de drets civils", restauraria l'economia i milloraria les relacions amb els països occidentals. Rouhani és descrit sovint com un moderat. Va ser escollit president de l'Iran el 15 de juny en derrotar l'alcalde de Teheran Mohammad Bagher Ghalibaf i altres quatre candidats. Va prendre possessió del càrrec el 3 d'agost de 2013. El 2013 la revista estatunidenca Time el va citar en la seva llista de les 100 persones més influents del món. En política interna, ha fomentat la llibertat personal i el lliure accés a la informació, ha nomenat dones com a portaveus pel ministeri d'Exteriors, i ha estat descrit com un centrista i reformista que ha millorat les relacions diplomàtiques de l'Iran amb altres països intercanviant cartes conciliatòries. Rouhani va guanyar la reelecció en les eleccions de 2017 amb 23.549.616 vots (57,1%). Es va convertir en el segon president de l'Iran, després de Muhammad Khatami, en guanyar unes eleccions estant en el càrrec i augmentant el nombre de vots.
Durant el seu govern es va signar pel G-5+1 (Estats Units d'Amèrica, França, Regne Unit, Xina, Rússia i Alemanya) i l'Iran el 14 de juliol del 2015 l'Acord nuclear iranià on s'acorda la derogació de les sancions internacionals de caràcter econòmic cap a l'Iran sota la condició de tenir un programa nuclear exclusivament pacífic, i una sèrie de protestes van sorgir el 28 de desembre de 2017 iniciades per milers de persones que van sortir als carrers a tot Iran, incloent a Mashad, la segona ciutat més poblada. A Teheran, la capital, les protestes van agrupar centenars de persones. També hi va haver protestes a Nixapur, Kerman, Kermansah, Raixt, Esfahan, Bandar Abbas, entre moltes d'altres. Aquestes són les majors protestes a l'Iran des de les protestes presidencials iranianes de 2009.